# Kosovo KS02
Kosovo KS02 var namnet på den andra svenska kontingenten som Sverige skickade till Kosovo. Den svenska bataljonen KS02 skickades ner för att medverka i Kfor som är en Nato-ledd internationell styrka som ansvarar för att etablera och upprätthålla fred och säkerhet i Kosovo. Totalt omfattade förbandet cirka 850 svenska soldater.
Den största delen av personalen var grupperad vid Camp Victoria, som fram till KS02 kallades Camp Gripen i Hajvalia utanför Pristina. 2. mekskyttekompaniet (RL) grupperade inledningsvis på Camp Mjölner, även kallad "Mushroom Factory" i Keçekollë. Camp Mjölner avvecklades under KS02. Plutonsbasen vid gränsstationen Gate 4 omgjordes och döps till Camp Arctic.

## Förbandsdelar
- Bataljonschef: Överste Anders Brännström
- Stabschef: Överstelöjtnant Paulsson
- Stab- och understödskompani (PL): Chef Major Norling
- 1. mekskyttekompani (QL): Chef Major Möllgård
- 2. mekskyttekompani (RL): Chef Major Jansson
- Trosskompani (TL): Chef Kapten Eriksson